# Mazda Kabura
Mazda Kabura – koncepcyjny samochód osobowy japońskiej marki Mazda zaprezentowany w 2006.